# Centrophantes crosbyi
Centrophantes crosbyi är en spindelart som först beskrevs av Fage och Josef Kratochvíl 1933.  Centrophantes crosbyi ingår i släktet Centrophantes och familjen täckvävarspindlar. Inga underarter finns listade i Catalogue of Life.